# Michael Moorcock
Michael John Moorcock (Mitcham, Londen, 18 december 1939) is een Britse schrijver en redacteur van sciencefiction en fantasy (in het bijzonder high fantasy). Hij heeft daarnaast een aantal literaire romans gepubliceerd en werd bekend als uitgever van een striptijdschrift. Moorcock heeft ook samengewerkt met de Britse rockband Hawkwind en de Amerikaanse Blue Öyster Cult; hij schreef songteksten en heeft ook aan optredens meegedaan.
Hij werd redacteur van Tarzan Adventures in 1956 toen hij nog maar zestien jaar was. Als redacteur van het controversiële Britse SF-tijdschrift New Worlds van mei 1964 tot maart 1971 en van 1976 tot 1996, bevorderde Moorcock de ontwikkeling van de New Wave in  SF, zowel in Groot-Brittannië als indirect in de Verenigde Staten. 
In het jaar 1957 verkocht hij zijn eerste korte verhaal Sojan the Swordsman en een jaar later zijn eerste roman. Hij inspireerde zich in die tijd op schrijvers als Mervyn Peake, Kafka, Thomas Mann en Edgar Rice Burroughs. Een groot deel van zijn werken speelt in een "Multiversum", met parallelle werelden waarin ontwikkelingen zich analoog maar niet identiek voltrekken. In al deze parallelle werelden komt dezelfde "Eeuwige Held" (Eternal Champion) voor, met als voorbeelden Elric en Hawkmoon, die een belangrijke rol spelen in het behouden van de balans in de strijd van orde (law) tegen chaos. 
In 1975 bracht de Britse rockgroep Hawkwind het album Warrior on the Edge of Time uit, met daarop nummers waarvan de lyrics verwijzen naar fantasy-werken van Moorcock. 

## Prijzen
Naast een aantal British Fantasy Awards heeft Moorcock de volgende belangrijke prijzen gewonnen:
- 1957 Hugo Award voor het tijdschrift New Worlds
- 1967 Nebula Award voor de roman Behold the Man
- 1979 John W. Campbell Memorial Award voor Gloriana
- 1979 World Fantasy Award voor Gloriana
- 2000 World Fantasy Award voor zijn levenswerk
- 2008 Damon Knight Grand Master Award

## Gedeeltelijk bibliografie
Moorcock heeft meer dan zestig boeken op zijn naam staan. Enkele belangrijke zijn:
- Behold the Man (1968)  nl:Zie de mens
- The Black Corridor (1969)  nl:Emigranten voor Utopia
- The Ice Schooner (1969)  nl:De ijsschoener
- The Jewel in the Skull (1972 - uit Hawkmoonserie)  nl:Het juweel in de schedel
- An Alien Heat (1972)  nl:Ongekend vuur
- The Hollow Lands (1975)  nl:Het lege land
- Legends from the End of Time (1975)
- The End of All Songs (1976)  nl:De laatste dans
- Gloriana (1978)  nl:Gloriana
- My Experiences in the Third World War (1979)
- Mother London (1988)
- The Dancers at the End of Time (1996)
- King of the City (2000)
- Cities (2004 - met  Paul Di Filippo, China Miéville, Geoff Ryman en Peter Crowther)

- Between the Wars serie
  - Byzantium Endures (1981)
  - The Laughter of Carthage (1984)
  - Jerusalem Commands (1992)
  - The Vengeance of Rome (2005)

- Elric serie  volgens de interne chronologie:
  - Elric of Melniboné (1972)  nl:Storm over Melniboné
  - The Fortress of the Pearl (1989)
  - The Sailor on the Seas of Fate (1976)
  - The Dreaming City (1961)
  - While the Gods Laugh (1961)
  - The Singing Citadel (1967)
  - The Sleeping Sorceress (ook The Vanishing Tower) (1971)  nl:Storm over Tanelorn
  - The Revenge of the Rose (1991)
  - Stealer of Souls (1963)
  - Stormbringer (1965)

- In 2004 completeerde Moorcock een nieuwe Elric trilogie:
  - The Dreamthief's Daughter (2001)
  - The Skrayling Tree (2003)
  - The White Wolf's Son (2005)

- Jerry Cornelius serie
  - The Final Programme (1968)  nl:God uit de machine én nl:Uiterste programmering
  - The English Assassin (1972)  nl:De coma vluchteling
  - A Cure for Cancer (1971)  nl:Fragmentatie zomer
  - The Condition of Muzak (1977)  nl:Conditie van Muzak
  - The Lives and Times of Jerry Cornelius (1976)
  - The Entropy Tango (1981)
  - The Adventures of Una Persson and Catherine Cornelius in the 20th Century (1976)

- Von Bek serie
  - The Brothel in Rosenstrasse (1982)
  - The War Hound and the World's Pain (1981)
  - The City in the Autumn Stars (1986)